# Курвиц, Лирика Васильевна
Ли́рика Васи́льевна Ку́рвиц (до 1962 — Ива́нская) (30 августа 1929 — 7 ноября 2013) — советская волейболистка, игрок сборной СССР (1955—1956). Чемпионка мира 1956, чемпионка СССР 1959. Нападающая. Мастер спорта СССР (1954).

## Биография
В 1948—1964 — игрок команды «Медик»/СКИФ/«Буревестник» (Ленинград). В её составе дважды становилась бронзовым призёром чемпионатов СССР (1953 и 1961). В составе сборной Ленинграда — чемпионка (1959), серебряный (1963) и бронзовый (1956) призёр первенств СССР и Спартакиад народов СССР.
В сборной СССР в официальных соревнованиях выступала в 1955—1956 годах. В её составе: чемпионка мира 1956 и серебряный призёр чемпионата Европы 1955.
После завершения игровой карьеры работала тренером. В 1965—1983 — старший тренер женской волейбольной команды «Динамо» (Ленинград).

## Источник
- Волейбол. Энциклопедия/Сост. В. Л. Свиридов, О. С. Чехов. — Томск: Компания «Янсон», 2001.